# Hieracium brandelii
Hieracium brandelii es una especie de planta con flor del género Hieracium, de la familia Asteraceae, orden Asterales.

## Distribución
Hieracium brandelii se distribuye por Noruega y Suecia.

## Taxonomía
Fue descrita científicamente por (Dahlst. ex Zahn) Dahlst. Fue publicada en Ark. Bot. 17(2): 3 (1922).